# BRM・P133
BRM・P133 は、ブリティッシュ・レーシング・モータースが1968年および1969年のF1世界選手権に投入したフォーミュラ1カー。レン・テリーが設計し、3.0リッターの自社製V12エンジンを搭載した。P133の最高成績は1968年ベルギーグランプリでの2位であった。1968年フランスグランプリではファステストラップも記録したが、いずれもペドロ・ロドリゲスが達成した。

## レース戦績

### 1968
ロドリゲスは1968年シーズンに2戦を除く全てのレースでP133をドライブした。スペインでは予選2位、モナコでは予選9位となったが、いずれもクラッシュのためリタイアしている。ベルギーグランプリでは予選8位、決勝は2位に入った。オランダグランプリでは予選11位、決勝は3位でフィニッシュしている。フランスグランプリでは予選10位となり、決勝は非完走扱いとなった。イギリスグランプリでは予選13位、決勝はエンジンブローのためリタイアとなった。続くドイツグランプリでは予選14位、決勝は6位となっている。第9戦イタリアグランプリでP133は使用されず、カナダグランプリで再びP133が使用され予選12位、決勝は3位に入った。アメリカグランプリでは予選11位となり決勝はサスペンショントラブルのためリタイアとなった。最終戦のメキシコグランプリでは予選12位、決勝4位となった。

### 1969
1968年シーズンが終了するとBRMのチームマネージャーであるルイス・スタンレーはロドリゲスを好成績を残したにもかかわらず、BRMを使用するプライベーターのレグ・パーネル・レーシングに放出した。チームは1969年シーズン、ロドリゲスに代えてジャッキー・オリバーを起用した。開幕戦の南アフリカグランプリでオリバーは予選14位、決勝7位となった。スペイングランプリでは予選10位、決勝はオイルパイプの破損でリタイアした。モナコグランプリでは予選13位、決勝はリチャード・アトウッドのロータスに追突してリタイアした。オランダグランプリでは予選13位、決勝はギアボックストラブルでリタイアとなった。チームはフランスグランプリを欠場し、続くイギリスグランプリでオリバーは予選13位、決勝はトランスミッションのトラブルでリタイアとなった。オリバーはこの後P138、P139を使用した。

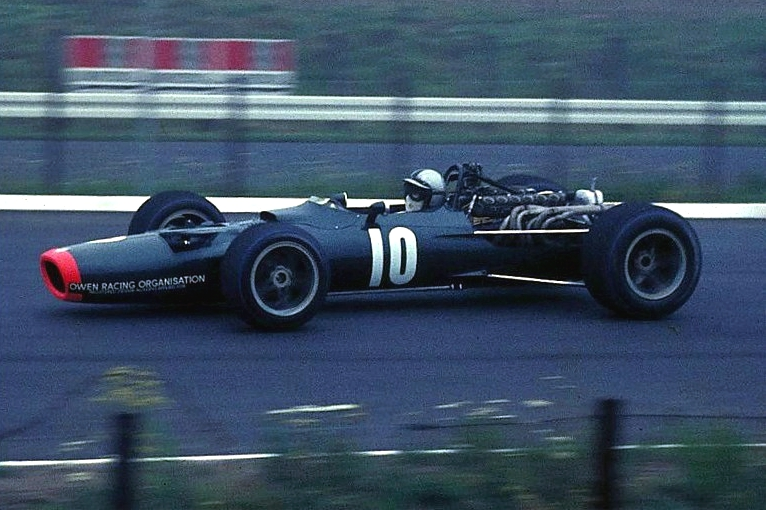
ロドリゲスのドライブするP133、1968年ドイツグランプリ

P133はレン・テリーが設計し、トランスアトランティック・オートモーティヴ・コンサルタンツ（テリーのワークショップ）で製作されたBRM・P126のワークスバージョンであった。

## F1における全成績
(key)（太字はポールポジション、斜体はファステストラップ）
| 年      | チーム                                     | エンジン | タイヤ | ドライバー           | 1   | 2   | 3   | 4   | 5   | 6   | 7   | 8   | 9   | 10  | 11  | 12  | ポイント | 順位 |
| ------- | ------------------------------------------ | -------- | ------ | -------------------- | --- | --- | --- | --- | --- | --- | --- | --- | --- | --- | --- | --- | -------- | ---- |
| 1968年  | オーウェン・レーシング・オーガニゼーション | BRM V12  | G      |                      | RSA | ESP | MON | BEL | NED | FRA | GBR | GER | ITA | CAN | USA | MEX | 28†      | 5位† |
| 1968年  | オーウェン・レーシング・オーガニゼーション | BRM V12  | G      | ペドロ・ロドリゲス   |     | Ret | Ret | 2   | 3   | NC  | Ret | 6   |     | 3   | Ret | 4   | 28†      | 5位† |
| 1969年  | オーウェン・レーシング・オーガニゼーション | BRM V12  | G      |                      | RSA | ESP | MON | NED | FRA | GBR | GER | ITA | CAN | USA | MEX |     | 7‡       | 5位‡ |
| 1969年  | オーウェン・レーシング・オーガニゼーション | BRM V12  | G      | ジャッキー・オリバー | 7   | Ret | Ret | Ret |     | Ret |     |     |     |     |     |     | 7‡       | 5位‡ |
| Source: |                                            |          |        |                      |     |     |     |     |     |     |     |     |     |     |     |     |          |      |

‡ ポイントはP138とP139が獲得した。
† ポイントはP126が獲得した。

## 参照
1. ↑  Stats F1. “BRM P133”. 2014年5月1日閲覧。
2. ↑  Melissen, Wouter (2005年6月20日). “BRM P133”.   Ultimatecarpage.com. 2014年5月1日閲覧。
3. ↑  Small, Steve (1994). The Guinness Complete Grand Prix Who's Who. Guinness. pp. 321 and 271. ISBN 0851127029